# Пять почему
Пять почему́ — техника, используемая для изучения причинно-следственных связей, лежащих в основе той или иной проблемы. Основной задачей техники является поиск первопричины возникновения дефекта или проблемы с помощью повторения одного вопроса «почему?». Каждый последующий вопрос задаётся к ответам на предыдущий. Число «5» подобрано эмпирическим путём и считается достаточным для нахождения решения типичных проблем.
Не все проблемы имеют одну первопричину. Если необходимо найти несколько первопричин, требуется повторить технику с другим набором вопросов.
Метод не предлагает жёстких правил и ограничений, таких как какие вопросы задавать или как долго продолжать задавать вопрос для поиска дополнительных причин. Таким образом, даже при следовании методу, результаты во многом зависят от знаний и упорства вовлечённых людей.

## Пример
У проблемы «двигатель автомобиля не заводится» может быть такая цепочка вопросов:
- почему? — сел аккумулятор;
- почему? — не работает генератор;
- почему? — возникли проблемы с ремнём генератора;
- почему? — ремень был в порядке до этого момента, но его ни разу не меняли;
- почему? — не был пройден плановый технический осмотр, который бы выявил, что ресурс ремня израсходован: первопричина.

Вопросы для этого примера можно продолжать дальше, но пяти итераций, как правило, достаточно для нахождения первопричины. При использовании метода необходимо побуждать отвечающего избегать предположений и логических ловушек, а вместо этого прослеживать цепочку причинно-следственных связей по возрастающей через несколько уровней абстракции: от проявления проблемы до первопричины, которая должна быть связана с исходной проблемой. Обратите внимание, что в этом примере пятое «почему?» указывает на нарушенный процесс или поддающееся изменению поведение, что свидетельствует о нахождении первопричины.
Последний ответ указывает на процесс. Это один из важных аспектов метода «пяти почему»: реальная первопричина должна указывать на процесс, который не работает достаточно хорошо или отсутствует. Неопытные люди могут заметить, что ответы часто указывают на классические причины: недостаток времени, недостаток финансирования, недостаток рабочей силы. Это может быть и верно, но такие причины находятся вне личного контроля. В таких случаях лучше использовать вопрос «почему не получился процесс?» вместо простого «почему?».
Используя метод «пяти почему», необходимо помнить одну простую вещь: «люди не ломаются, ломаются процессы».

## История
Техника формально изобретена Сакити Тоёда и была использована в «Toyota» в ходе эволюции их методологий производства. Это основной компонент в тренингах по решению проблем, проводимый как часть программы погружения в производственную систему Тойоты. Создатель производственной системы Тойоты Тайити Оно описал метод «пяти почему» как «основу для научного подхода Тойоты <…>, при задании вопроса почему пять раз, определяется характер проблемы, решение становится понятным». В других компаниях подход применялся в других формах. Под руководством Рикардо Семлера в компании «Semco» для выбора целей и принятия решений используется техника «трёх почему». В дальнейшем метод получил популярность и за пределами Тойоты. Сейчас он используется в кайдзен, бережливом производстве, шести сигмах.

## Методы
Два основных метода используются для выполнения анализа с помощью пяти «почему?»:
- диаграмма Исикавы (рыбьей кости);
- табличный формат.

Эти инструменты позволяют анализу быть разветвлённым, чтобы помочь найти несколько основных причин.

## Критика
В то время как «пять почему» является мощным инструментом для инженеров и технически подкованных людей, помогающий найти настоящие причины проблем, его раскритиковал Теруки Минора (англ. Teruyuki Minoura), бывший управляющий по глобальным закупкам в компании «Toyota». Метод является простым для глубокого анализа первопричины, необходимого для их устранения. Причины критики:
- тенденция у исследователей останавливаться на симптомах вместо углубления в первопричины;
- неспособность исследователя выйти за пределы своих знаний, человек просто не может найти причины, о которых не знает;
- проблемы с поддержкой исследователя и помощи в формулировании верных вопросов «почему?»;
- результаты не повторяемые: разные люди, применяя данную технику, выявляют различные причины одной и той же проблемы;
- склонность к выделению одной причины, в то время как один вопрос может выявить несколько причин.

Может возникнуть серьёзная проблема, если метод будет использован только для дедукции. Нужно избегать этого, прежде чем перейти на следующий шаг. Кроме этого, проверяя ответы на достаточность и необходимость на каждом уровне, возможно избежать ложного выбора причины и поспособствовать рассмотрению нескольких причин.